# Carl Elliott

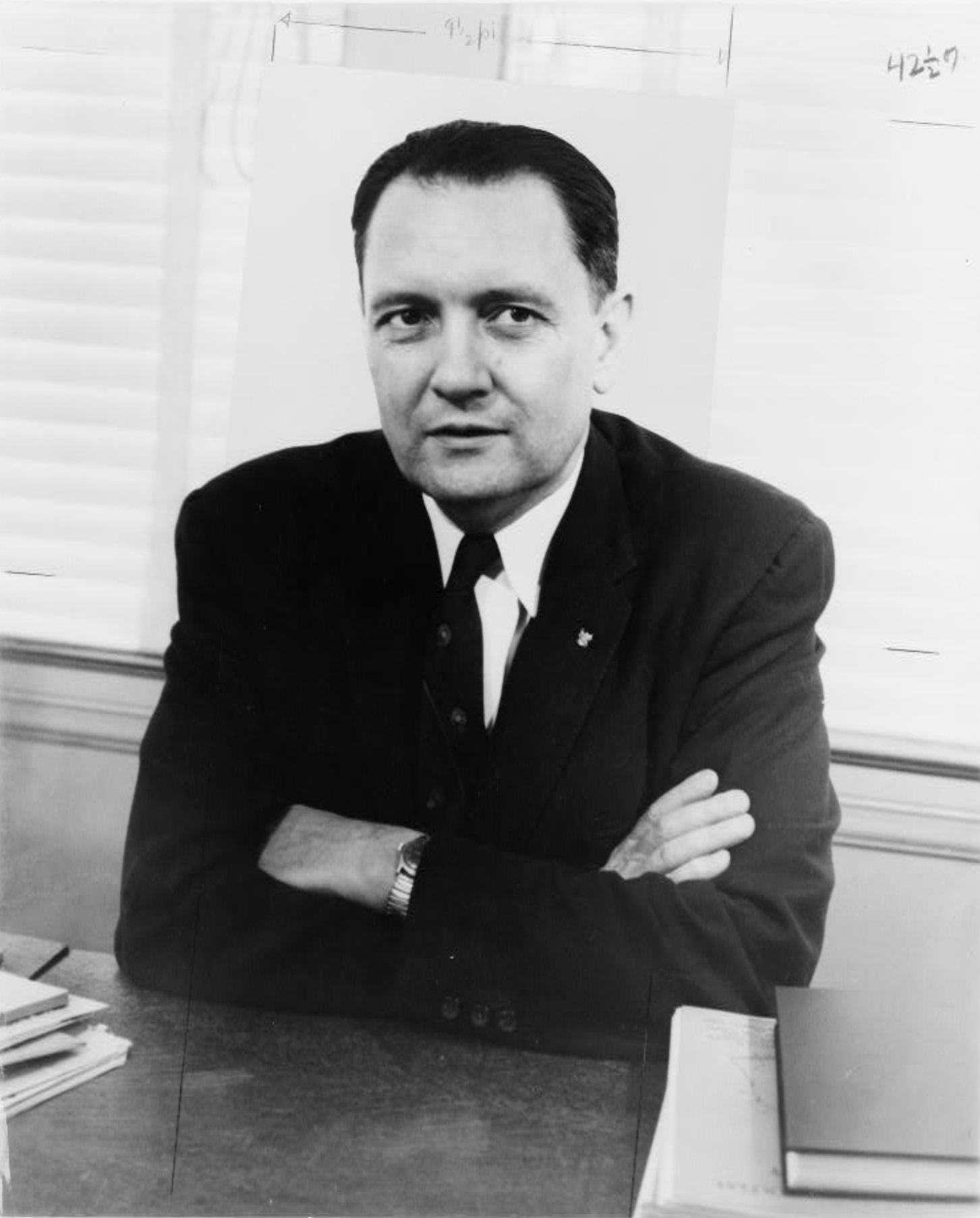
Carl Elliott

Carl Atwood Elliott (* 20. Dezember 1913 in Vina, Alabama; † 9. Januar 1999 in Jasper, Alabama) war ein US-amerikanischer Politiker und vertrat den Bundesstaat Alabama im US-Repräsentantenhaus. Er übte diese Tätigkeit zwischen Januar 1949 und Januar 1965 aus.

## Werdegang

### Frühe Jahre
Carl Atwood Elliott wurde am 20. Dezember 1913 in Vina, einer kleinen Gemeinde in den Bergen nordwestlich von Alabama, geboren. Er graduierte schon mit sechzehn Jahren an der High School. Aufgrund der Bildungspolitik des Universitätspräsidenten George H. Denny während der Weltwirtschaftskrise konnte Elliott die University of Alabama in Tuscaloosa besuchen. Durch verschiedene Jobs rund um den Campus, konnte Elliot seine Ausbildung bezahlen, und  erlangte sein Diplom 1933. Danach begann er an der University of Alabama School of Law zu studieren.
Während seines Jurastudiums kandidierte er für die Position des Student Government President der University of Alabama. Mit der Hilfe der anwachsenden Anzahl der außerstaatlichen Studierenden wurde Elliott der erste Kandidat, der je „The Machine“ schlug, einen erlesenen Zusammenschluss von Orden und Schwesternschaften, der zu diesem Tag die Campuspolitik der Universität dominierte. 1936 beendete Elliott seine Amtszeit als SGA-Präsident und promovierte mit seinem Juradiplom.
Danach eröffnete er eine Praxis in Russellville, Alabama, nahe seiner Heimatstadt. Doch schon kurze Zeit später, zog er in eine Stadt, wo er den Rest seines Lebens verleben sollte: Jasper, Alabama. Während seiner Laufbahn als Rechtsanwalt in Jasper, verbrachte Elliott die meiste Zeit damit, Kohlebergleute und ihre Familien zu vertreten, eine Vorahnung seiner langen politischen Karriere des Kampfes für Alabamas Ärmste, meist benachteiligte Leute.
Er diente zwischen 1942 und 1944 in der United States Army. Danach wurde er zweimal zum lokalen Richter in Jasper gewählt, bevor er 1948 den Weg in den U.S. Kongress nahm.

### Politische Karriere
Seine „vom Landarbeiter zum Kongress“ Rolle war sehr populär inmitten des Arbeiterstandes im Bezirk und warf dadurch den Amtsinhaber Rep. Carter Manasco, zur Überraschung vieler politischer Beobachter, aus seinem Amt. Darauf gewann Elliott die Wahl und beschaffte seiner Ehefrau einen Amtssitz im Kapitol. Sie verlebten die nächsten 16 Jahre zwischen Washington, D.C. und Jasper.
Elliott vertrat den alten siebten Bezirk im U.S. Kongress. Er diente im House Veterans Committee, dem Education and Labor Committee und dem Rules Committee. Des Weiteren setzte er das Select Committee für die staatlichen Forschung ein. 1956 verfasste er den Library Services Act, welcher den Millionen ländlichen Amerikanern mobile Bibliotheken (Bookmobiles) und anhaltenden Bibliotheksdienst brachte. Zwei Jahre später, 1958, war er Co-Verfasser des National Defense Education Act (NDEA), der die Wissenschafts-, Fremdsprachen- und Technologieausbildung landesweit verbesserte. Hier wurden z. B. Kredite zu geringen Kreditzinsen für Colleges und Hochschulen für hilfsbedürftige Studenten eingeführt. Der NDEA war auch eine Reaktion auf den Erfolg der UdSSR im Rennen um die Eroberung des Alls. Beide Gesetze sind im Laufe der Zeit erweitert worden. Heute haben mehr als 30.000.000 Collegestudenten landesweit Kredite unter Elliotts NDEA Legislatur bekommen.
Elliott wurde 1964 in einem außerordentlichen Wahlkampf zur Reduktion der Amtssitze der Alabama Kongressdelegation besiegt. Seine Niederlage wurde seinen Kämpfen mit dem späteren Gouverneur George C. Wallace über die unterschiedlichen politischen Wege zugeschrieben, einschließlich dieses Wahlkampfs. Er erlitt auch ebenso durch den Pro-Goldwater-Strom Schaden, der einigen Republikanern zum Wahlsieg im Kongress dieses Jahr verhalf.
Elliotts Anlauf für das Gouverneursamt in Alabama 1966 fand auf einem Laufsteg der staatlichen Unterstützung für Hilfsbedürftige statt, für bessere Ausbildung und rassische Toleranz. Er verlor die Wahl, die durch die rassistischen Spannungen belastet und durch Bombendrohungen gekennzeichnet war, sowie durch das Auftreten des Ku Klux Klan auf mehreren seiner Wahlkampfreden, an Lurleen Wallace, die stellvertretend für ihren Ehemann George C. Wallace antrat, der auf Grund der staatliche Satzung nicht zugelassen wurde. Nach Elliotts Niederlage rutschte er in die politische Vergessenheit und in die Armut, da er seine Kongresspension für den Gouverneurswahlkampf ausgab. Er nahm seine Tätigkeit als Anwalt wieder auf, schrieb Bücher über Heimatkunde, stellte Spalten- und Buchberichte für die lokalen Zeitungen her und veröffentlichte Bücher von lokalen Autoren. Unter seinen Büchern sind fünf Bände von Berichten über den Nordwesten Alabamas, eine Historie von Red Bay, Alabama und sieben Bände der Geschichte der Kohlearbeiter.

### Ruhestand und letzte Jahre
Elliott erhielt 1990 neue Bestätigung für seine Leistungen, als er der erste Empfänger des John F. Kennedy Profile in Courage Award wurde. Am Lebensabend erhielt er die langbegehrte Rechtfertigung, als er nach Boston reisen konnte, um den Preis von Senator Ted Kennedy zu empfangen. Seine Autobiographie The Cost of Courage: The Journey of An American Congressman erschien 1992, letztlich durch die University of Alabama Press neu gedruckt.
Eine einstündige Fernsehsendung, Conscience of a Congressman: The Life and Times of Carl Elliott, wurde als eine Folge von The Alabama Experience dokumentierten Reihe für The University of Alabama Center for Public Television & Radio erzeugt. Eine Woche vor seinem Tod, schaute Jacqueline Kennedy Onassis „Conscience of a Congressman“. Sie kannte Elliott bereits, da er im Kongress mit ihrem Ehemann arbeitete. Jacqueline Onassis war auch die Lektorin von Elliotts Denkschriften. In einem Brief an Elliott schrieb sie, dass die Antriebskraft dieser Sendung „im Begriff war zu dem zu werden, was es zu jungen Leuten macht“.